# Abriola
Abriola è un comune italiano di 1 221 abitanti della provincia di Potenza in Basilicata.

## Geografia fisica
Sorge a 957 m s.l.m. nella parte centro-occidentale della provincia. Confina con i comuni di: Calvello e Pignola (13 km), Anzi (17 km), Tito (24 km), Marsico Nuovo e Sasso di Castalda (25 km).

## Storia
Non ci sono testimonianze certe sulle origini della città. Le uniche certezze di un insediamento si hanno intorno al IX secolo quando i Saraceni, dopo l'occupazione di Conza nell'872, si spinsero fino in Lucania e ad Abriola fondarono una munita cittadella fortificata a presidio della vallata della Fiumara di Anzi.
Proprietario di Abriola divenne il saraceno Bomar, signore di Pietrapertosa.
Nel 907, la città fu ceduta al longobardo Sirifo e in quest'epoca nasce il toponimo di Abriola, derivante da Briola, “luogo di caccia di un conte longobardo”. Questa interpretazione etimologica è confermata dall'arma, rappresentata "d'azzurro, ad una quercia munita sulla vetta di mezzo di un monte di tre cime, attraversata da un cinghiale”.
Nel XII secolo divenne feudo all'interno del Principato di Taranto. Nel corso dei secoli successivi il feudo appartenne a molti casati, tra cui quello dei D'Orange, dei Di Sangro, dei Caracciolo ed infine dei Federici.
Nel 1809 il borgo divenne scenario di uno dei più efferati episodi di brigantaggio che la storia ricordi: lo sterminio della intera famiglia del barone Federici, per opera di una delle più temute bande di briganti dell'epoca, capitanata da Domenico Rizzo detto Taccone. L'orografia dei luoghi e la presenza di folti boschi rendevano il territorio intorno ad Abriola, ideale per le scorrerie di briganti, tra cui si ricorda Antonio Locaso, nativo della città.
Un personaggio illustre è il pittore Giovanni Todisco vissuto tra il 1500-1600.
Oggi Abriola è una località turistica poiché a pochi chilometri dall'abitato in località Piana del Lago sono disponibili piste da sci per gli amanti degli sport invernali.

### Simboli
Lo stemma del comune di Abriola è stato riconosciuto con decreto del capo del governo del 9 luglio 1930.
Il gonfalone è un drappo di azzurro.

## Monumenti e luoghi d'interesse

### Architetture religiose

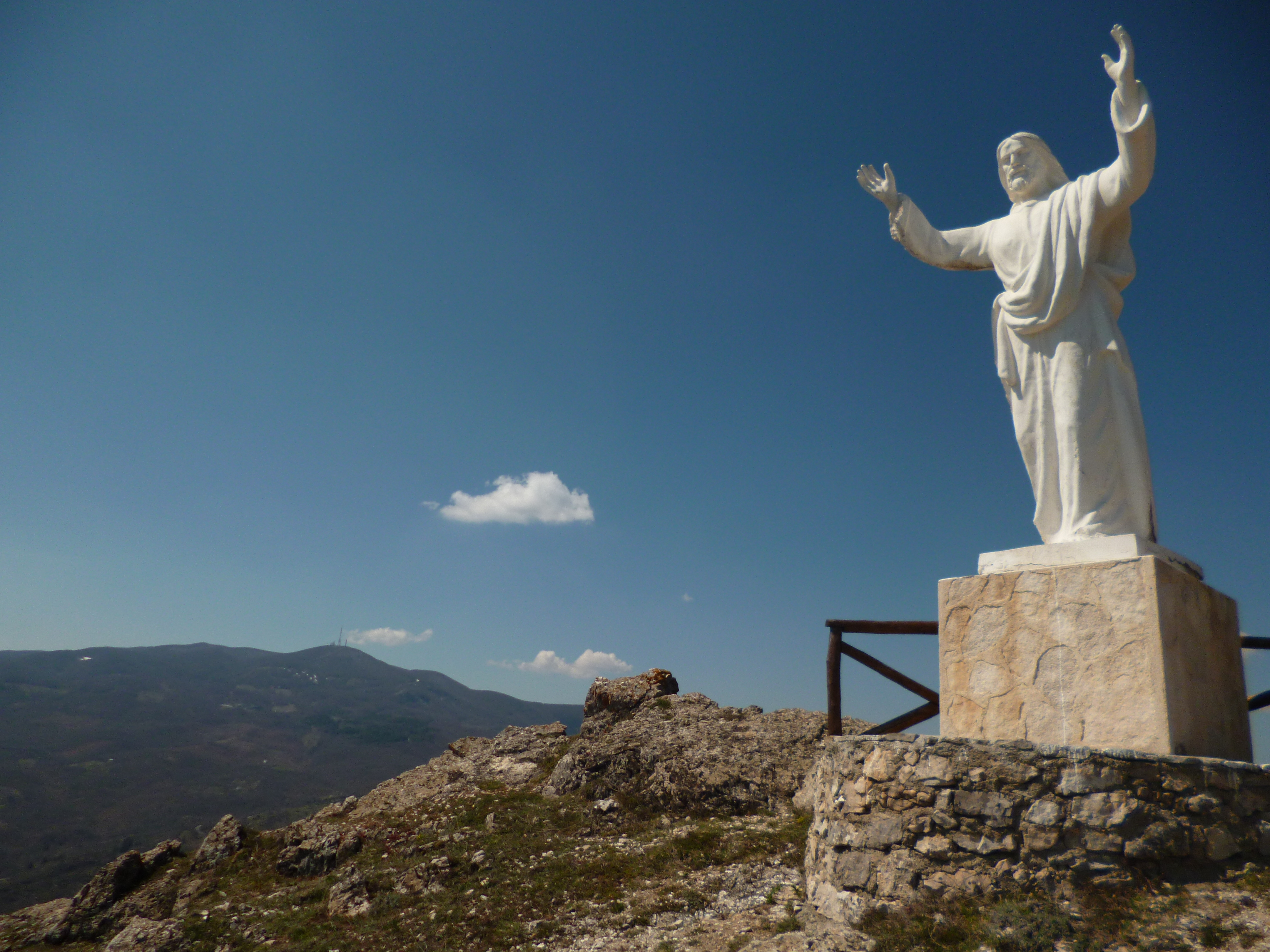
Abriola, santuario di Monteforte

- Chiesa madre di Santa Maria Maggiore (Abriola)
- Chiesa di San Gerardo Vescovo
- Santuario di Monteforte
- Chiesa della Madonna del Carmine (località Arioso)
- Ruderi di Castel Glorioso (località Arioso)

## Società

### Evoluzione demografica
Abitanti censiti

### Etnie e minoranze straniere
Al 31 dicembre 2019 gli stranieri residenti nel comune di Abriola in totale sono 24, pari al 1,75% della popolazione.
Le nazionalità maggiormente rappresentate sono:
| Pos. | Cittadinanza | Popolazione |
| ---- | ------------ | ----------- |
| 1    | Romania      | 19          |
| 2    | India        | 2           |

## Cultura

### Eventi
- 14 febbraio e 16 agosto: festa patronale di san Valentino sacerdote e martire[9]
- 1ª domenica di giugno e 15 agosto: festa della Madonna Assunta in Cielo (chiamata anche di Monteforte)
- 16 e 26 luglio: feste della Madonna del Carmine e di Sant'Anna (località Arioso e Tintiera)
- 16 agosto e 24 settembre: festa di san Rocco pellegrino e confessore

## Economia

### Artigianato
Tra le attività più tradizionali e rinomate vi sono quelle artigianali, legate alla cultura contadina e pastorale. Queste attività, ben lungi dallo scomparire stanno invece rifiorendo, e si distinguono per la produzione di sedie impagliate.

## Infrastrutture e trasporti

### Strade
Il comune è collegato ai centri limitrofi dalle strade provinciali 5 e 16.

### Ferrovie
Dal 1931 al 1969 il comune era servito dalla stazione di Abriola-Calvello, di cui è tuttora visibile il fabbricato viaggiatori diroccato, sulla ferrovia Potenza-Pignola-Laurenzana.

## Amministrazione
Segue un elenco delle amministrazioni precedenti.
| Periodo        | Periodo        | Primo cittadino                  | Partito                        | Carica  | Note   |
| -------------- | -------------- | -------------------------------- | ------------------------------ | ------- | ------ |
| 24 aprile 1995 | 24 maggio 1998 | Francesco Mileti                 | lista civica                   | Sindaco | [ 14 ] |
| 25 maggio 1998 | 27 maggio 2007 | Vittorio Pietro Domenico Triunfo | lista civica                   | Sindaco | [ 14 ] |
| 28 maggio 2007 | 6 maggio 2012  | Antonio Pessolani                | lista civica                   | Sindaco | [ 14 ] |
| 7 maggio 2012  | 11 giugno 2017 | Romano Triunfo                   | lista civica Per Abriola       | Sindaco | [ 14 ] |
| 12 giugno 2017 | 12 giugno 2022 | Romano Triunfo                   | lista civica Insieme in comune | Sindaco | [ 14 ] |
| 12 giugno 2022 | in carica      | Romano Triunfo                   | lista civica Viviamo Abriola   | Sindaco | [ 14 ] |

## Sport

### Calcio e calcio a 5
L'ASD Sporting Abriola milita nella serie D di calcio a 5. Nella stagione 2014/2015 è stata la prima squadra di Abriola a partecipare ad un campionato di calcio a 5. Nella stagione 2016/17 si è iscritta al campionato di Seconda Categoria della Basilicata, girone B, e nella stagione seguente, dopo essere arrivata seconda dietro all'Elettra Marconia dopo lo spareggio per la vittoria finale del campionato, è riuscita a conquistare la promozione in Prima Categoria vincendo i play-off. In passato un'altra squadra, nata nel 2000, l'Abriola 90, ha militato in Eccellenza Basilicata, vincendo la Coppa Italia Dilettanti Basilicata nella stagione 2003-2004.

### Aggregazione sociale
Nei migliori bar del paese si pratica il simpatico e popolare gioco del Padron e sott, un momento di rilassamento per gli abitanti del borgo.